# Ingå gästhamn

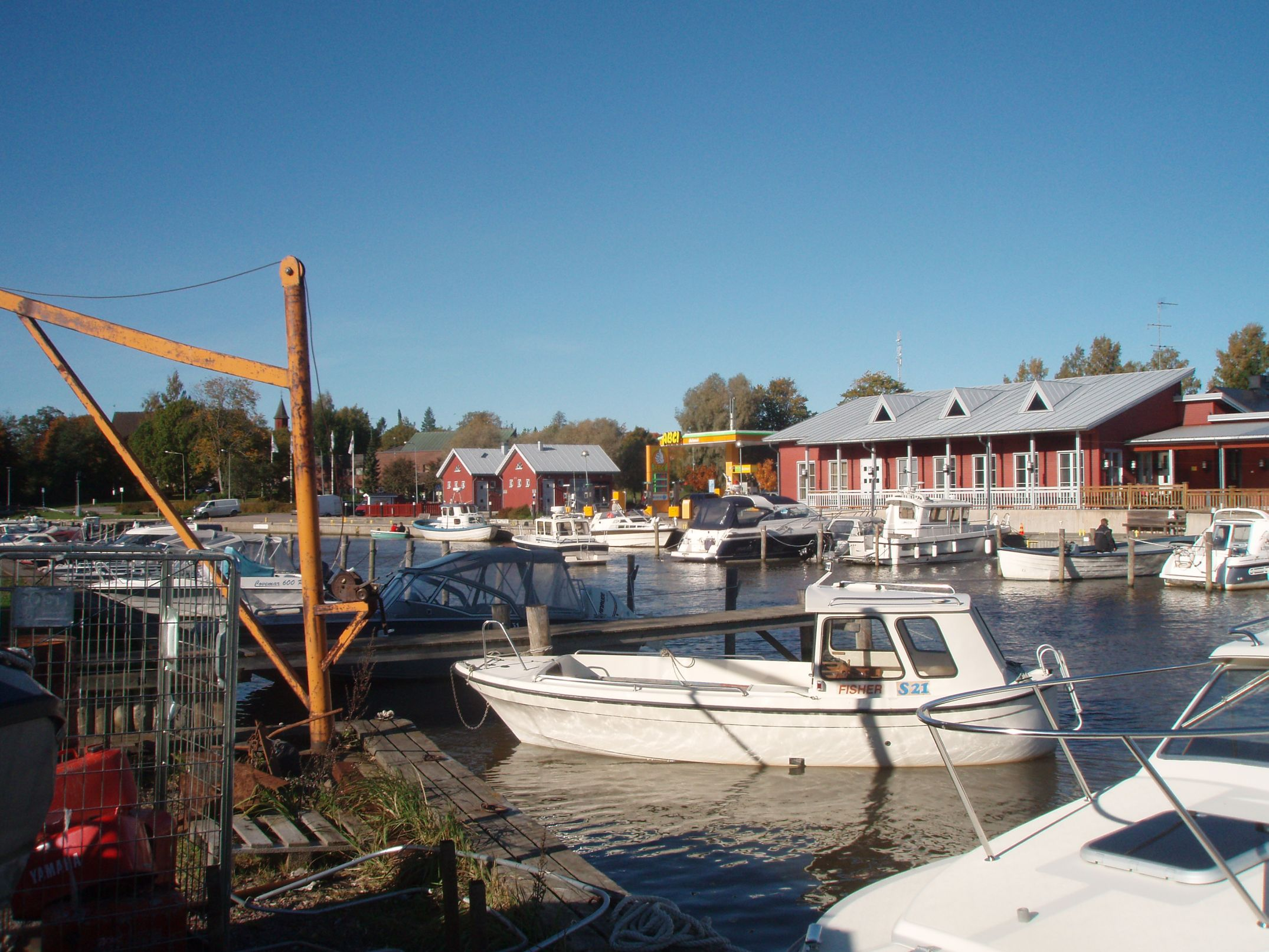
Ingå marina år 2011.

Ingå gästhamn är en gästhamn som ligger i Ingå kyrkby i kommunen Ingå i Nyland. Gästhamnen är belägen vid Kyrkfjärden på bägge sidorna om jordpiren, i anslutning till kommunens centrum. 
Gästhamnen har i augusti 2023 31 båtplatser längs flytande bryggor och längs åkajen. Småbåtshamnen i Kyrkfjärden drivs av bolaget Ingå båthamnar. Hamnen har byggts ut i etapper sedan 1970-talet och har i dagens läge cirka 660 båtplatser, men det finns planer på att utvidga till ca 855. Planerna på att utvidga skulle finansieras med en aktieemission.
Farleden in till hamnen är 2,4 meter djup. I hamnen finns serviceanläggningar, parkerings- och vinterförvaringsfält.
Kyrkbyns ålandskap hyser små affärer, kaféer och service.  Kajerna vid Ingå å är sommartid kantade med fritidsbåtar. Hamnområdet innanför ån och havsviken avgränsas av kommungården och affärscentrum Strand. I Strand finns bland annat kläd- och inredningsbutiker, konditionscenter, Alko, kafé, frisörssalong och en restaurang.

Framför Strand ligger kyrkbyns torg. I närheten finns också restauranger och kaféer, bränslestation, taxistation, båtservice och -verkstäder, butiker, apotek, hälsocentral, livsmedelsbutiker och presentbodar.

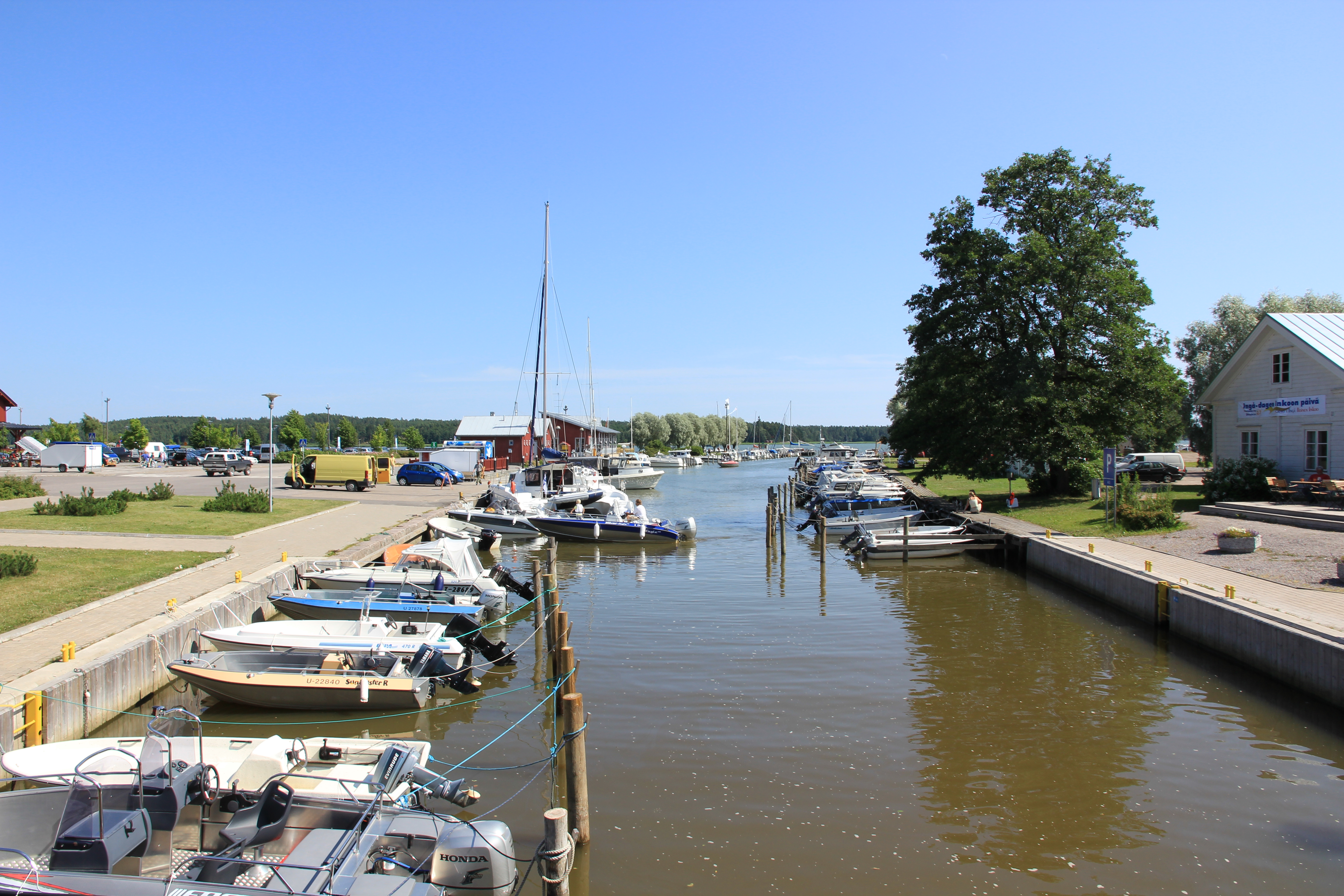
Ingå småbåtshamn år 2008.
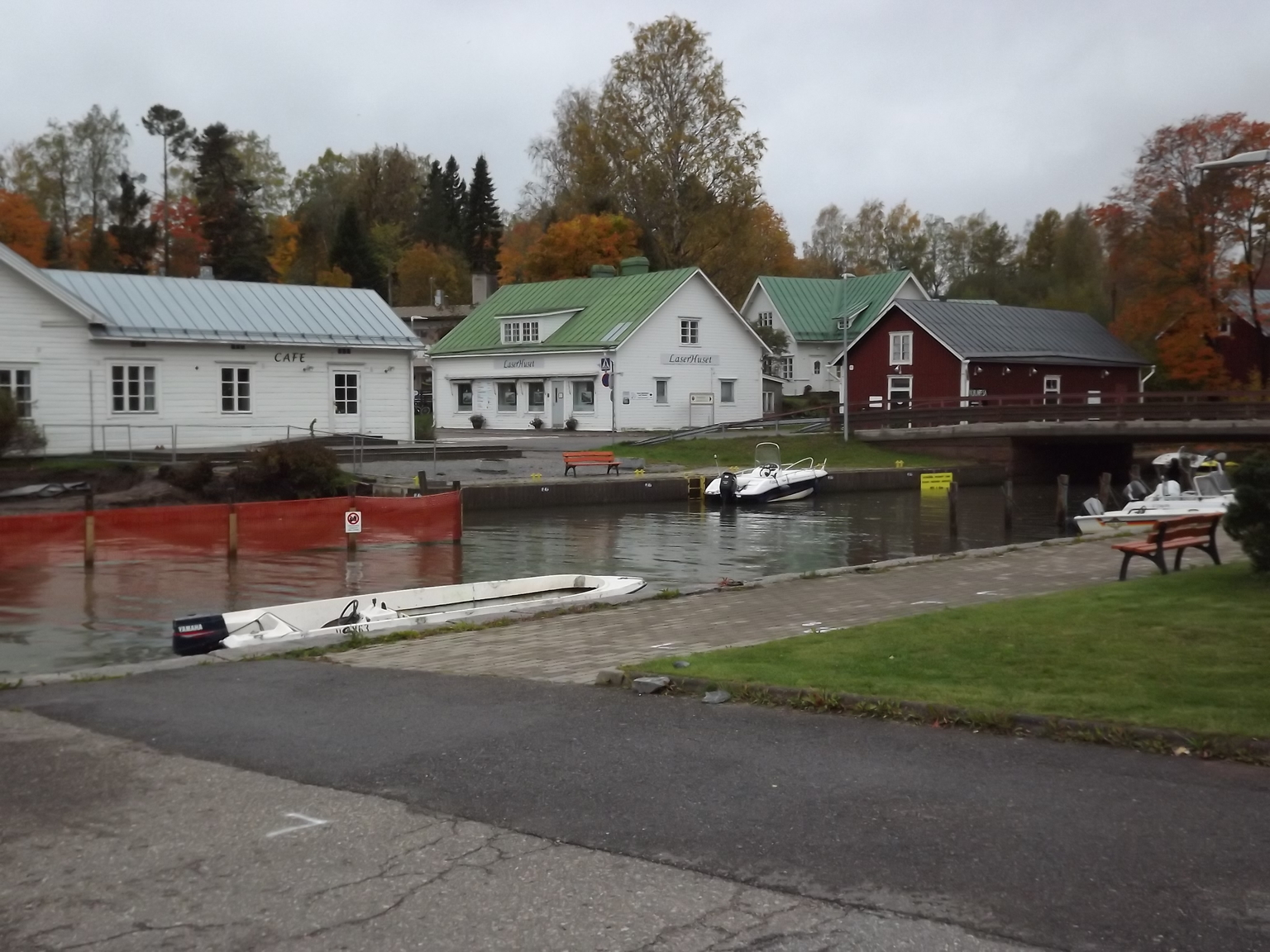
Hus vid Ingå ås mynning 2018.
Ingå småbåtshamn på 1960-talet.
Åmynningen där gästhamnen ligger har använts som hamn redan i hundratals år. Den här bilden är från sekelskiftet 1800-1900.
Båtar i Ingå å, åmynningen skymtar i bakgrunden.
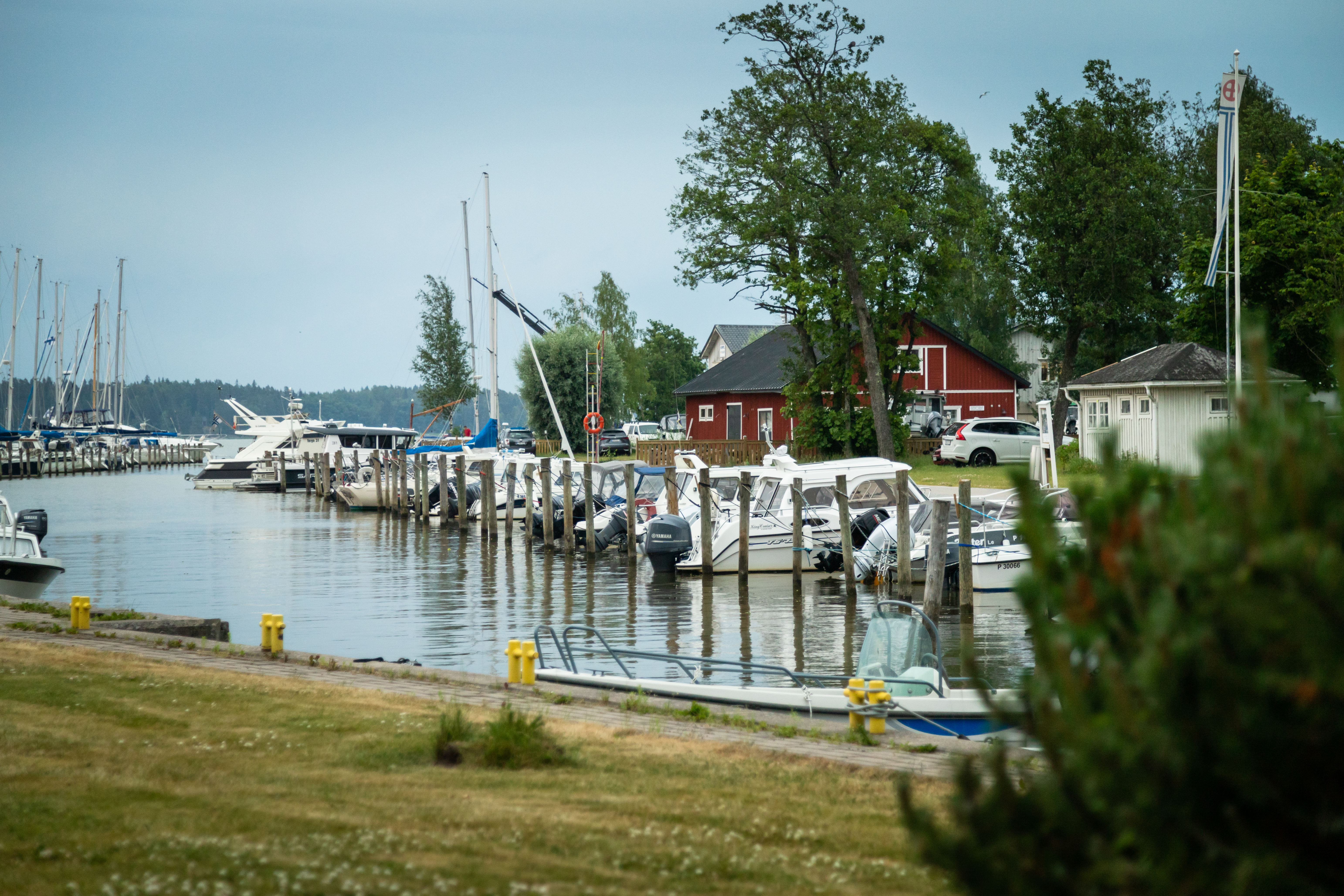
Småbåtshamnen (2021)
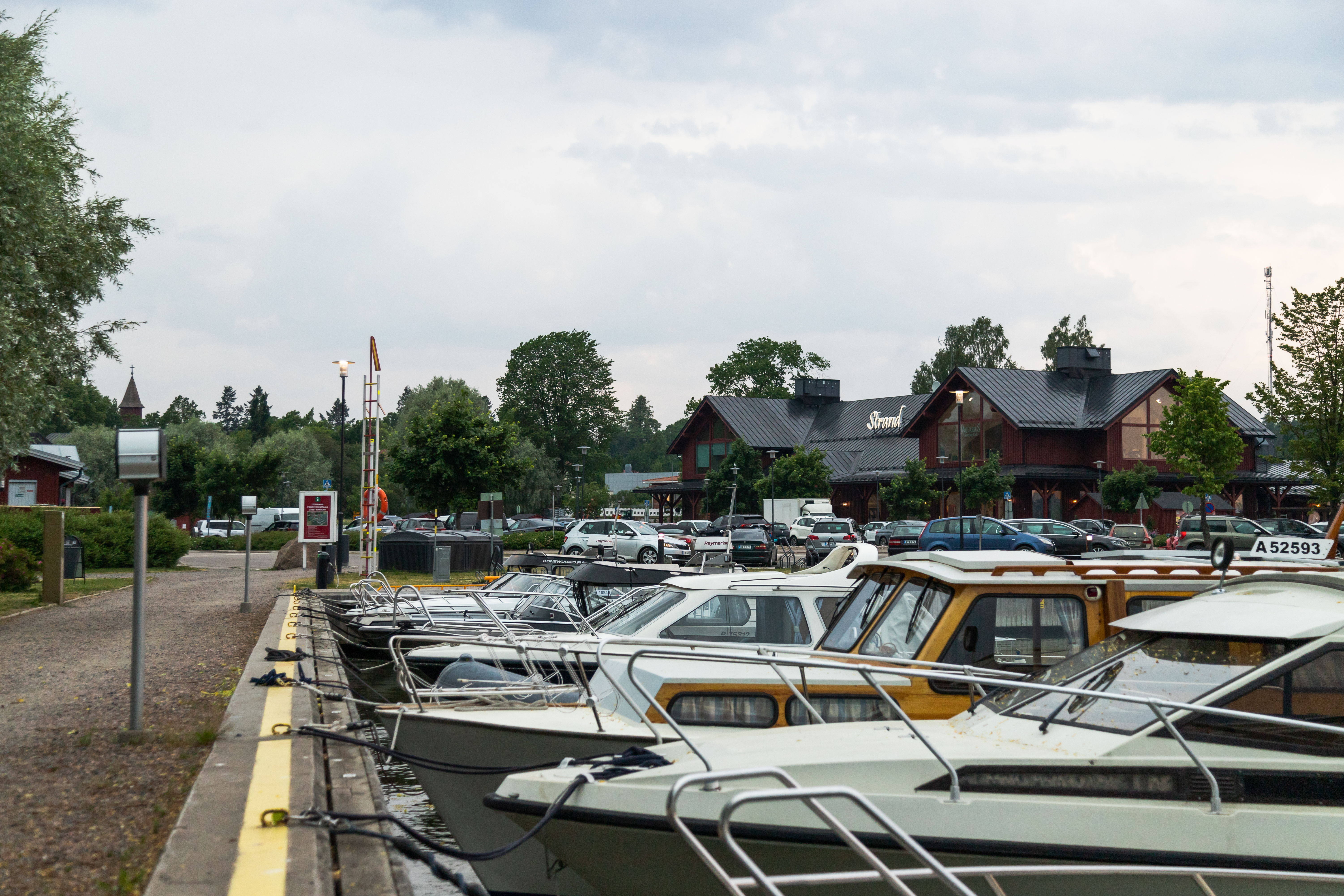
Småbåtshamnen (2021)
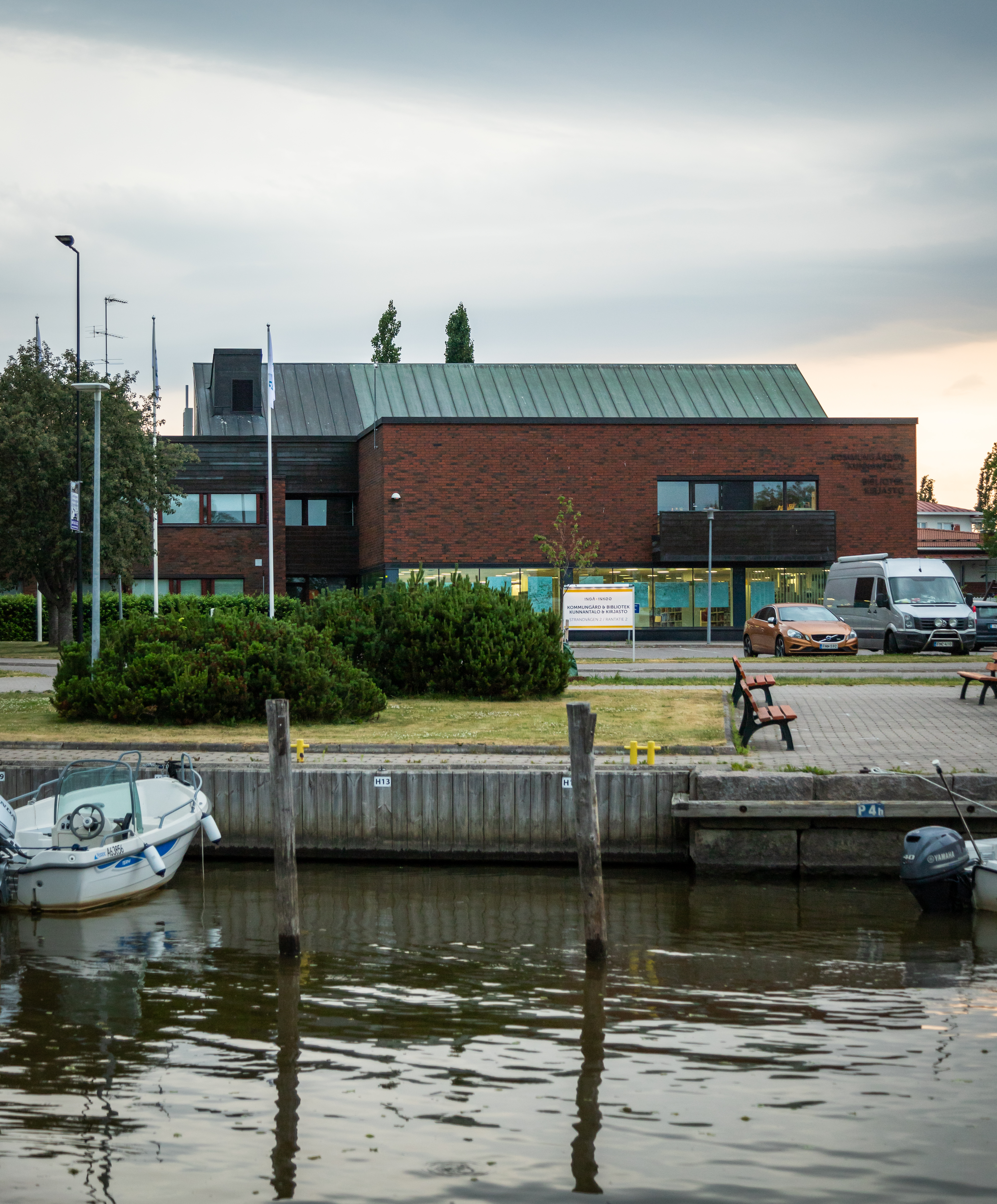
Kommungården och biblioteket intill småbåtshamnen (2021)